# Мастера Оружейной палаты

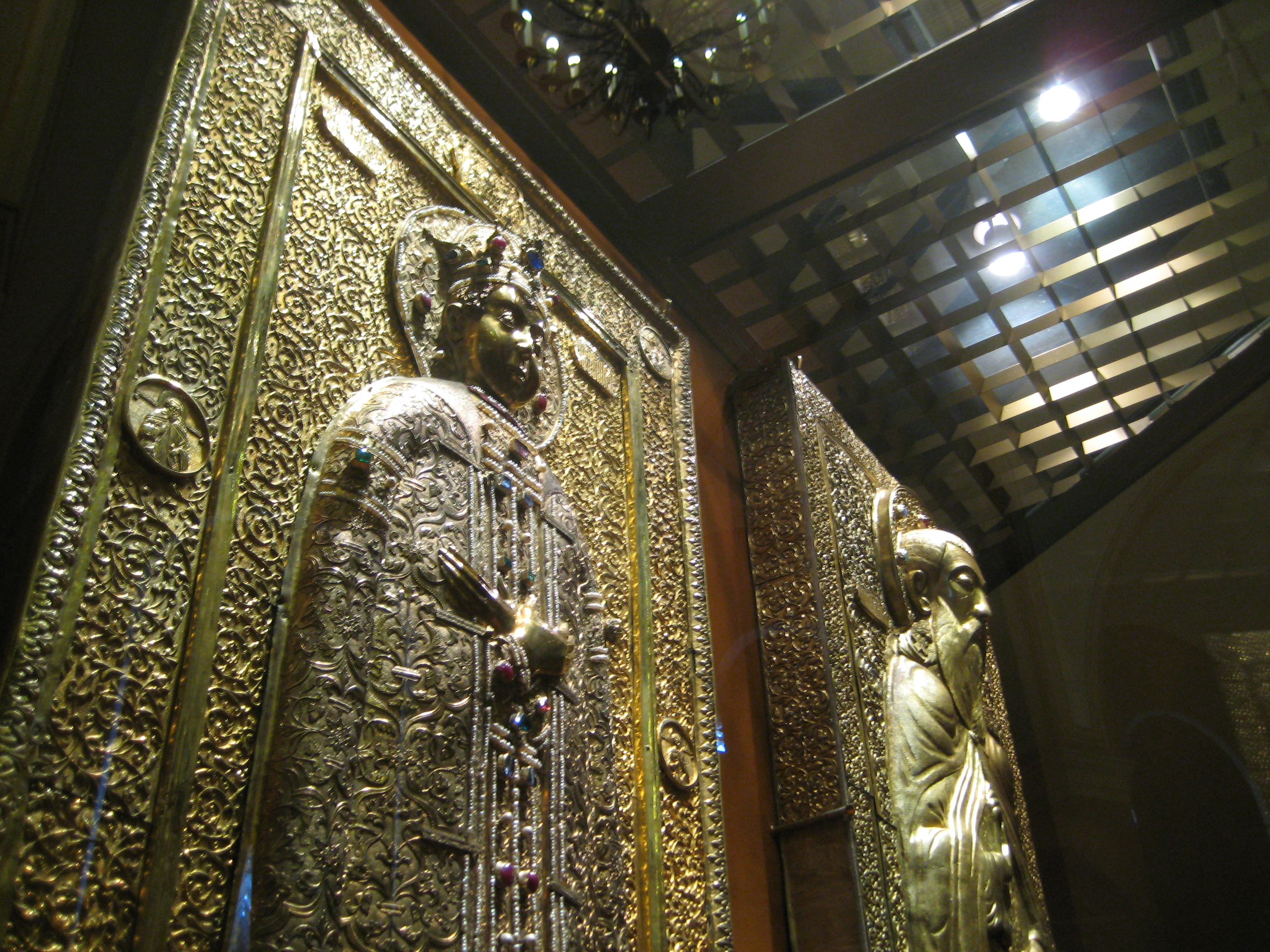

## Художники
- Иван Безмин
- Иосиф Владимиров
- Севастьян Дмитриев
- Фёдор Евтихеев Зубов
- Дорофей Ермолаев
- Зиновьев, Георгий Терентьев
- Карп Золотарев
- Я. Казанец
- Ф. Козлов
- Андрей Ильин
- Михаил Милютин
- Иван Максимов
- Никита Павловец
- С. Резанец
- Иван Салтанов
- Георгий Терентьев
- Симон Ушаков
- Ив. Филатов

Иконописная мастерская (иконописная палата) существовала в Оружейной палате с 1640—1642 гг. Возникла школа «царских изографов» (царских живописцев)
Расцвет иконописной мастерской Оружейной палаты приходится на 1655-1680-е гг.
- Иностранцы: Ганс Детерс (голландец ?), грек Апостол Юрьев, поляк Стефан Лопуцкий, голландец Даниил Вухтерс.

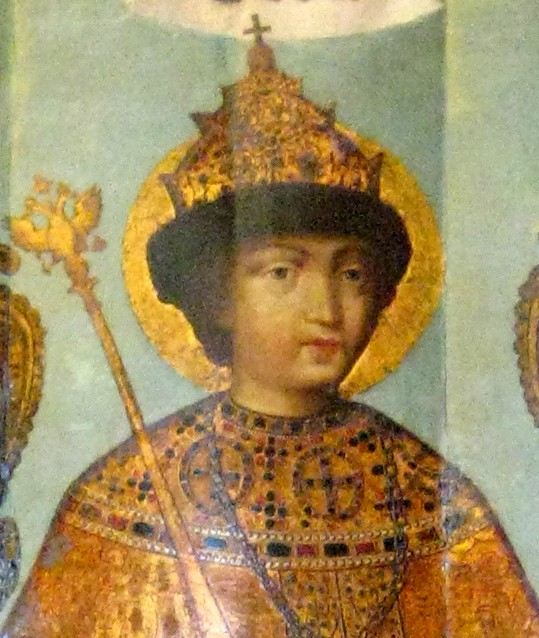
Иван Салтанов или Иван Безмин (с учениками?). «Спас Нерукотворный с предстоящим царём Фёдором Алексеевичем», деталь (1686, ГИМ)
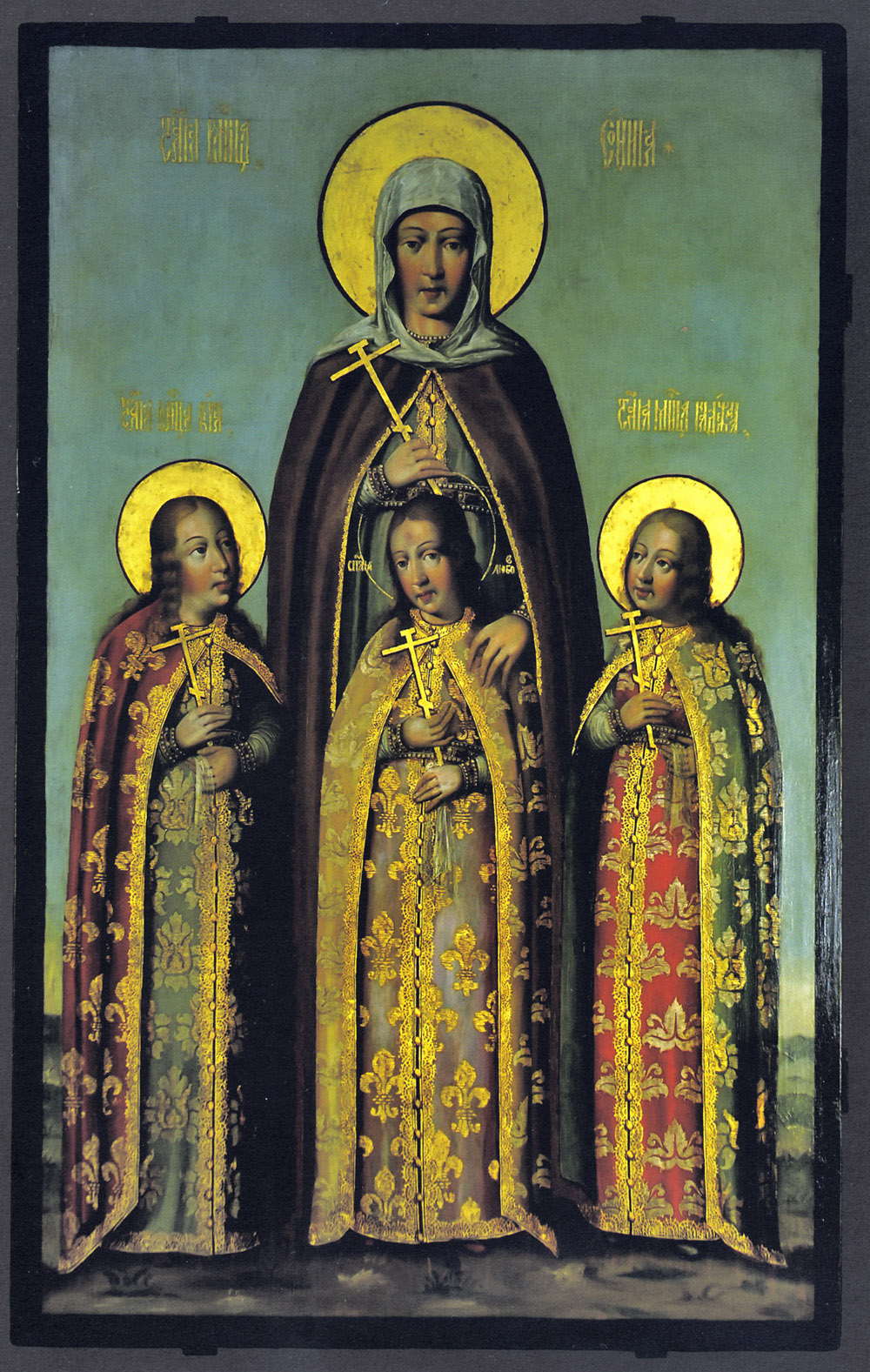
Карп Золотарёв. «Св. София, Вера, Надежда, Любовь» (1685, МНДМ)
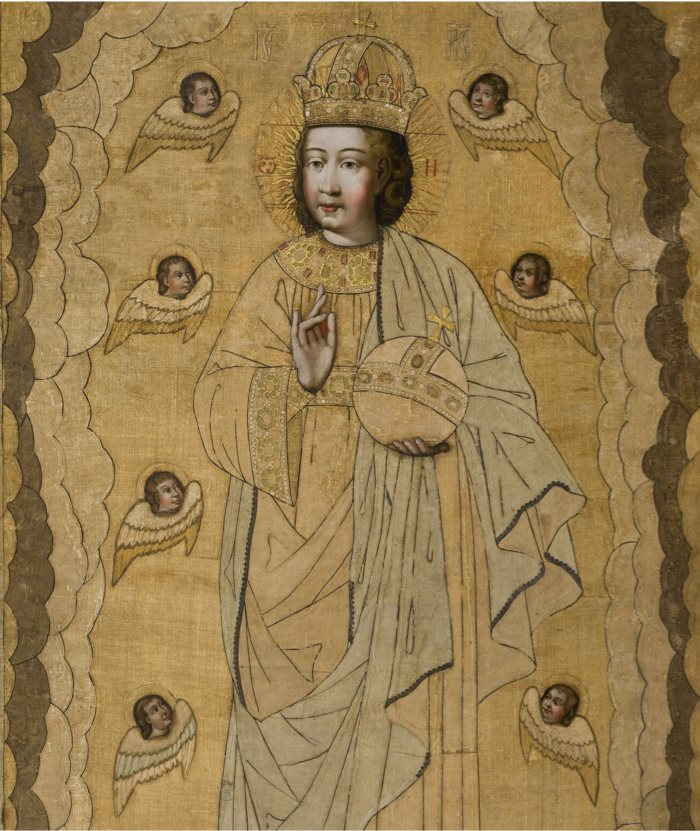
Неизвестный автор. «Спас Эммануил» (1680-е, ГИМ)
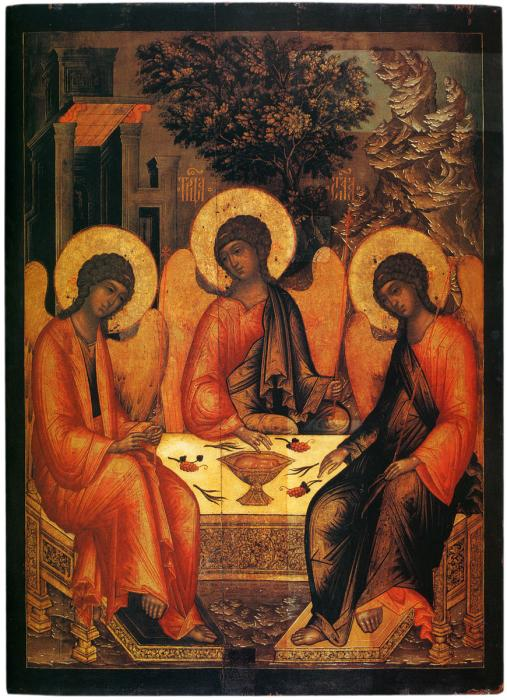
Симон Ушаков, Никита Павловец. «Троица» (1677, ГМЗК)
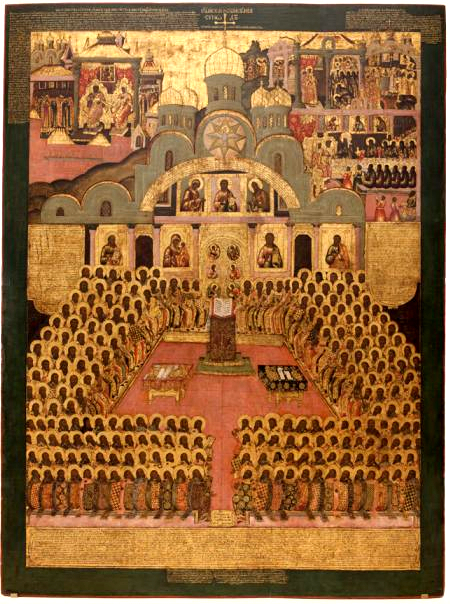
Симон Ушаков (?). «Седьмой Вселенский собор» (1670-е, ГИМ)
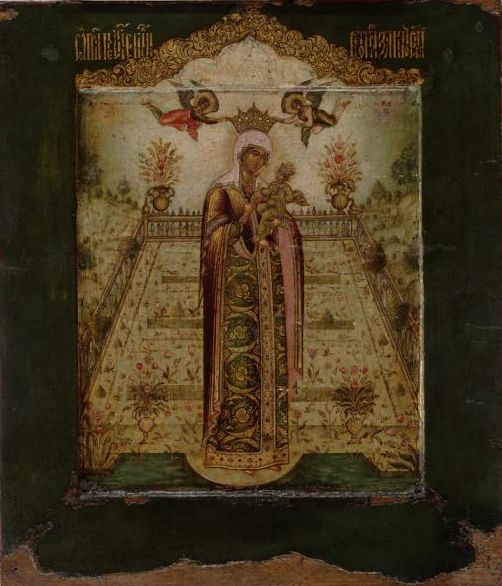
Никита Павловец. «Вертоград заключенный» (ок. 1670 г., ГТГ)
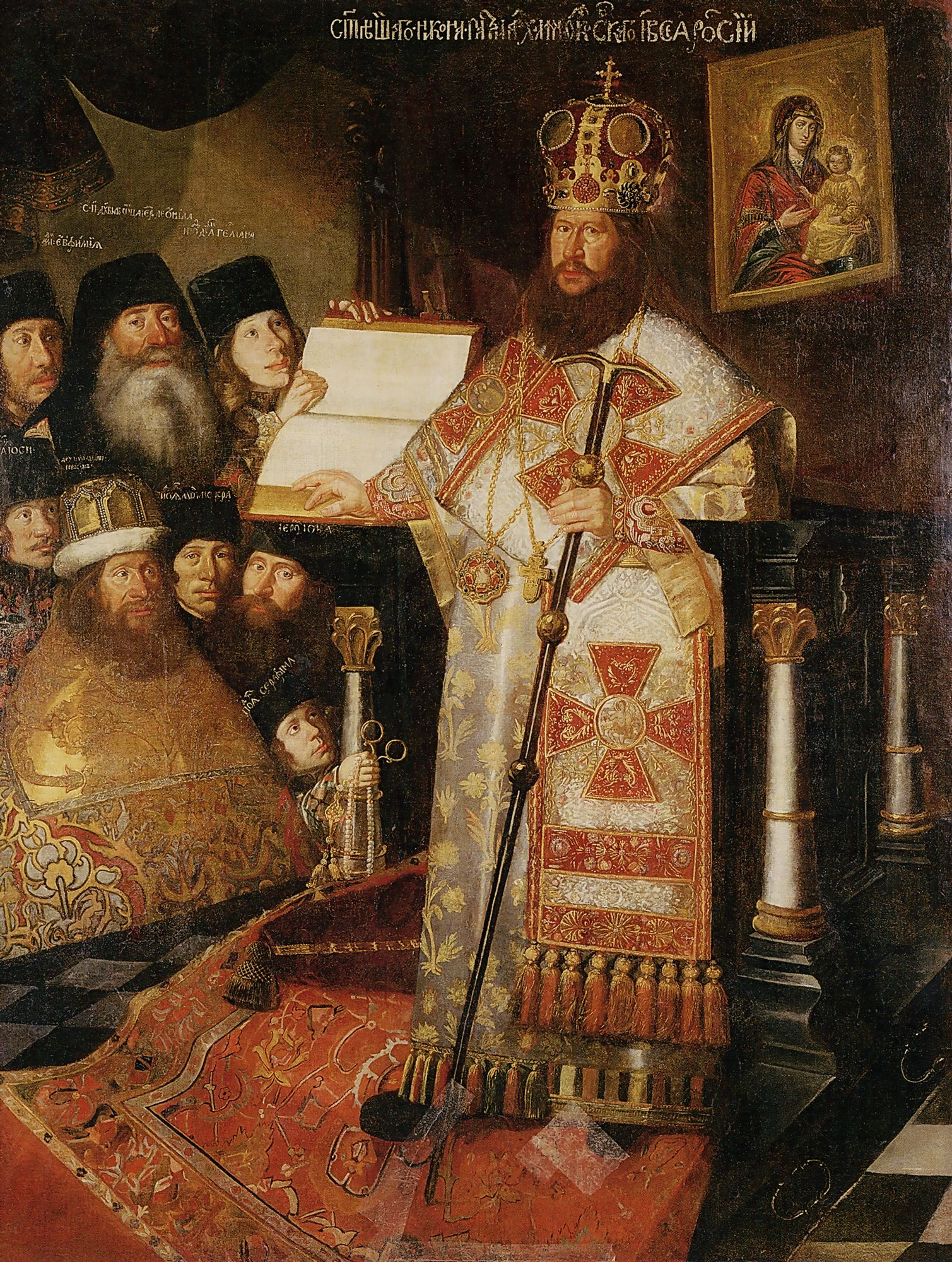
Даниил Вухтерс (?). «Патриарх Никон с братией Воскресенского монастыря» (нач. 1660-х, музей «Новый Иерусалим»)
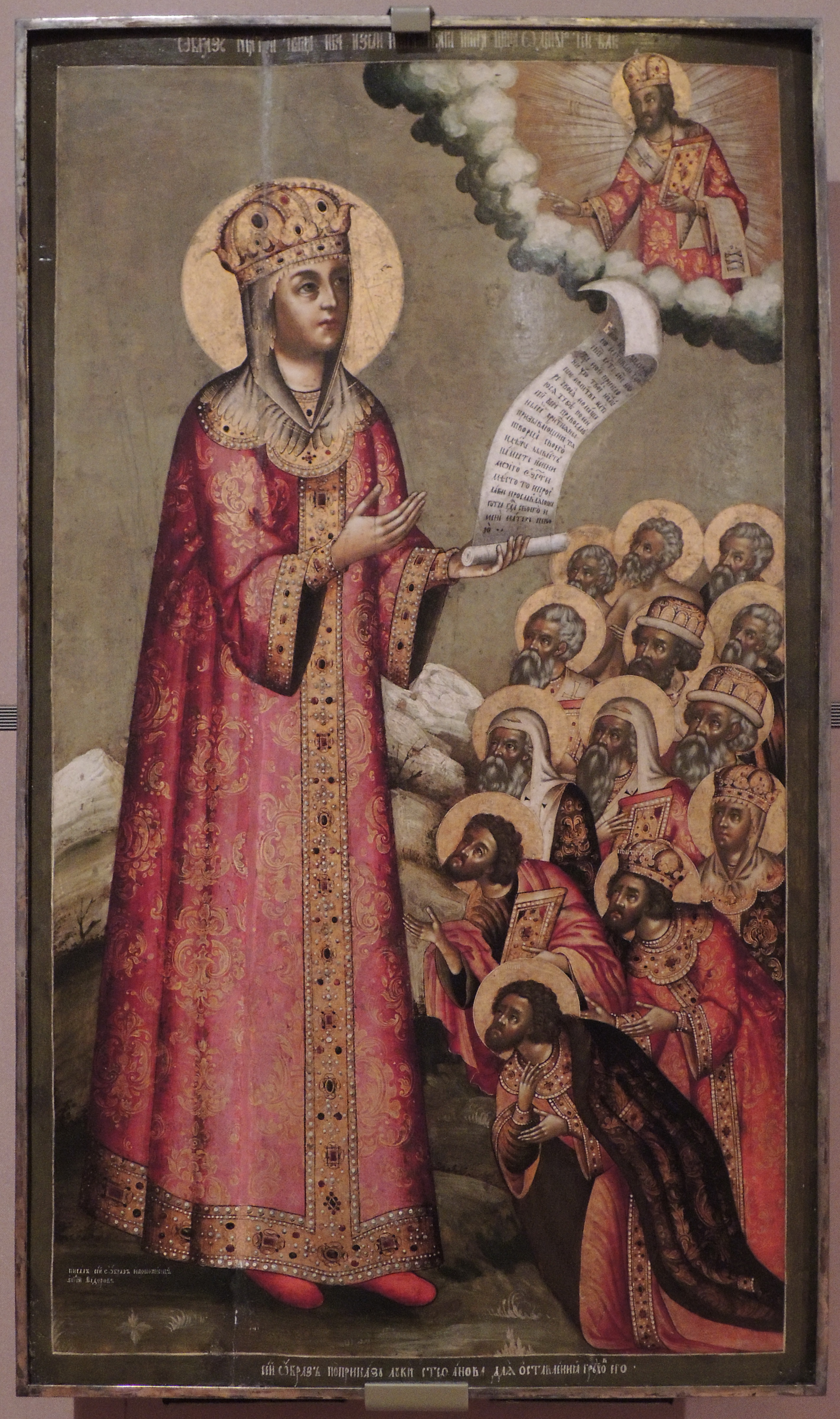
Неизвестный автор. «Богоматерь Боголюбская» (XVII в., ГТГ)

## Оружейники
- Никита Давыдов
- Григорий Вяткин